# 大宝寺義興
大宝寺 義興（だいほうじ よしおき）は、安土桃山時代の大名。大宝寺氏18代当主。武藤義興とも呼ばれる。丸岡兵庫とも称した。

## 生涯
天文23年（1554年）、大宝寺義増の二男として誕生する。初めは櫛引郡の丸岡城を居城としていた。
元亀2年（1571年）、兄であり大宝寺氏17代当主・義氏が、対立していた家老・土佐林禅棟を滅ぼした後、その居城・藤島城に入った。
天正7年（1579年）、義氏は織田信長と誼を通じ、屋形号を得る。同年、義興は義氏より羽黒山別当の座を譲り受ける。同職は武藤家宗家が世襲していた。
天正11年（1583年）3月、最上義光に通じた家臣・前森蔵人の謀反により義氏が自害した。このため、義興が尾浦城に入り、家督を継いだ。最上氏の圧迫に対し、同12年（1584年）、義興は東禅寺筑前（前森蔵人）とともに上杉景勝に馬と鷹を送り、援助を求めた。この頃、義高と称した。
天正14年（1586年）春、東禅寺らが北荘内で反乱を起こした。義興は米沢の伊達政宗に援助を求めるとともに、同15年（1587年）、本庄繁長の二男・千勝丸（義勝）を養子に迎え、上杉氏との関係も強化した（「本庄家譜」）。最上氏への被官の道よりも自家の独立・存続を願い、万が一の時は本庄氏、上杉氏を頼みとした、積極、且つ苦渋なる外交選択であった。
同年10月、東禅寺が再び反乱を起こした。義興は東禅寺を攻めたが、最上義光の援軍が六十里越街道を越え、荘内に侵攻したことで形勢が逆転する。同月、義興は大敗し、自害した。このときをもって、約400年続いた武藤氏（大宝寺氏）は実質的に滅亡した。
清水城（田川郡）にいた養子・義勝は小国城に逃れた。